# Gala alternatif de la musique indépendante du Québec
Le Gala alternatif de la musique indépendante du Québec (GAMIQ) est un événement annuel qui récompense « les meilleurs albums et artistes alternatifs qui anime la scène musicale indépendante du Québec. »

## Histoire
La naissance du gala alternatif de la musique indépendante du Québec (GAMIQ) est annoncée en mars 2006 alors que le gala initiative musicale internationale de Montréal (MIMI), dédié depuis 10 ans à la scène locale, est repoussé au mois de décembre par ses organisateurs. Le GAMIQ est créé par Patrice Caron, ancien rédacteur en chef du magazine musical Bang Bang,.

## Admissibilité
De nombreux débats ont eu lieu, depuis la création du gala, afin de délimiter les critères de ce qui est considéré comme un artiste de « musique indépendante ».
Après la 3e édition, qui a eu lieu en septembre 2008, la presse critique le choix des artistes nommés. Le groupe Karkwa, déjà récompensé par un prix Félix au gala de l'ADISQ en 2006, remporte trois trophées lors du gala alternatif. Olivier Robillard Laveaux, dans le magazine culturel Voir, s'interroge au sujet du GAMIQ : « Ne devrait-il pas mettre l'accent sur des artistes absents du grand gala de l'ADISQ ? ».
En 2010, les critères d’éligibilité sont revus par les organisateurs afin de répondre aux critiques adressées au GAMIQ lors des éditions précédentes. Le règlement écarte les groupes déjà distingués lors du gala de l'ADISQ afin de mieux différencier la cérémonie. Le GAMIQ se recentre sur les artistes émergents. Patrice Caron affirme : « On ne veut pas jouer dans les plates-bandes de l'ADISQ. On n'est pas en compétition ; on est complémentaire. »
Aujourd'hui, le gala a changé légèrement sa formule, spécifiant que les artistes « qui ont déjà récolté une nomination au Gala de l'ADISQ dans la catégorie Interprète féminine de l’année, Interprète masculin de l’année, Groupe de l’année ou Chanson populaire de l’année ou récolté une nomination au JUNO Awards dans la catégorie Artist of the Year, Group of the Year, Album of the Year ou Single of the Year » sont inadmissibles.
D'autres règlements vont également être mis en place pour le processus de mise en nomination, notamment afin de pouvoir miser sur des artistes et albums qui ne jouissent pas d'une grande médiatisation. Par ce fait, sont exclus les artistes ayant une chanson dans « le TOP 30 BDS[Quoi ?] Francophone ou Anglophone » et, ou qui sont dans la liste des 50 albums québécois les plus vendus depuis 2006. Selon le directeur du scrutin : « S'ils ont atteint un certain statut, on pense que d'autres cérémonies de prix peuvent prendre le relais. ».

## Fonctionnement du vote
Le système de votation des nominations et des lauréats des prix GAMIQ a évolué au courant des éditions.
De 2006 à 2008, le choix des artistes nommés et des lauréats est déterminé par les votes du public.
De 2009 à 2010, les lauréats et nominations sont départagés par un jury de professionnels issus de l'industrie de la musique et par le public, dont le vote représente 50 % du résultat final.
À partir de 2011, les catégories récompensant les albums et EP sont encadrés exclusivement par le jury de professionnels issus de l'industrie de la musique. Toutefois, dans certaines catégories, le choix des nominations et des lauréats provient d'une combinaison (50% - 50%) des votes du jury et du public.
À partir de 2016, les GAMIQ instaurent le « prix du public » qui récompense les artistes uniquement sur la base des votes du public.

## Liste des cérémonies
| #  | Date              | Animateur                         | Lieu                      | Artiste de l'année     | Révélation de l'année     |        |
| -- | ----------------- | --------------------------------- | ------------------------- | ---------------------- | ------------------------- | ------ |
| 1  | 17 septembre 2006 | Atach Tatuq                       | Spectrum de Montréal      | Malajube               |                           |        |
| 2  | 17 septembre 2007 | Rémi-Pierre Paquin et Kim Bingham | Metropolis                | Patrick Watson         | Tricot Machine            |        |
| 3  | 21 septembre 2008 | Rémi-Pierre Paquin                | Théâtre Corona            | Karkwa                 | Bonjour Brumaire          |        |
| 4  | 4 octobre 2009    | United Steel Workers of Montreal  | Club Soda                 | Patrick Watson         | Cœur de pirate            | [ 10 ] |
| 5  | 14 novembre 2010  | Rej Laplanche                     | Studio Juste pour Rire    | Bernard Adamus         | Bernard Adamus            | ,      |
| 6  | 13 novembre 2011  | Rej Laplanche                     | Théâtre Plaza             | Galaxie                | Alaclair Ensemble         | ,      |
| 7  | 12 novembre 2012  | Dominique Lebeau                  | Théâtre Plaza             | Lisa LeBlanc           | Lisa LeBlanc              | [ 15 ] |
| 8  | 17 novembre 2013  | Robert Nelson et Maybe Watson     | Théâtre Plaza             | Les Sœurs Boulay       | Groenland                 |        |
| 9  | 30 novembre 2014  | Tanya Beaumont                    | Théâtre Plaza             | Klô Pelgag             | Dead Obies                |        |
| 10 | 9 novembre 2015   | Robert Nelson                     | Bain Mathieu              | Loud, Lary, Ajust      | Milk & Bone               |        |
| 11 | 27 novembre 2016  | Sèxe Illégal                      | Cabaret du Lion D'or      | Koriass                | Laura Sauvage             |        |
| 12 | 26 novembre 2017  | Sèxe Illégal                      | Café Campus               | Alaclair Ensemble      | Lydia Képinski            |        |
| 13 | 25 novembre 2018  | Sèxe Illégal                      | Café Campus               | Milk & Bone            | Les Louanges              |        |
| 14 | 24 novembre 2019  | Serge Brideau                     | Café Campus               | Les Hôtesses d'Hilaire | Les Shirley               |        |
| 15 | 6 décembre 2020   |                                   | En ligne                  | Les Deuxluxes          | P'tit Belliveau           | [ 16 ] |
| 16 | 5 décembre 2021   | Kayiri                            | Café Campus               | Laurence-Anne          | Valence                   |        |
| 17 | 27 novembre 2022  | Émilie Rioux                      | Théâtre Plaza             | Lou-Adriane Cassidy    | Tamara Weber              | [ 17 ] |
| 18 | 3 décembre 2023   | Émilie Rioux                      | Théâtre Plaza             | Elisapie               | La Sécurité Population II | [ 18 ] |
| 19 | 1er décembre 2024 | Benoit Poirier                    | Les Foufounes Électriques | P'tit Belliveau        | DVTR                      | [ 19 ] |

Les résultats proviennent principalement des archives des GAMIQ.